# Paraminabea robusta
Paraminabea robusta är en korallart som först beskrevs av Huzio Utinomi och Imahara 1976.  Paraminabea robusta ingår i släktet Paraminabea och familjen läderkoraller. Inga underarter finns listade i Catalogue of Life.